# Фиолетовая эуфония
Фиолетовая эуфония (лат. Euphonia violacea) — вид из семейства вьюрковых (Fringillidae).

## Ареал
Ареал распространяется от Тринидада и Тобаго на севере до Парагвая и северо-восточной части Аргентины на юге. Живут в лесах, а также на плантациях какао и цитрусовых.

## Описание
Длина тела 11,4 см, масса 14 г. Верхние части тела самцов сине-чёрные, блестящие. Нижние части тела и лоб при этом насыщенного золотого цвета. Самки и неполовозрелые особи оливково-зелёные сверху и зеленовато-желтые снизу.

## Образ жизни
Питаются в основном мелкими фруктами и только изредка насекомыми. Эта птица может съесть вдвое или втрое больше своего веса. Поют они довольно тихо. Гнездо шарообразное. В кладке четыре, реже три покрытых красными пятнами белых яйца, которые насиживает самка.

## Охранный статус
МСОП присвоил таксону охранный статус «Виды, вызывающие наименьшие опасения» (LC).